# Virus varicelle-zona
Espèce
Varicellovirus humanalpha3, le virus varicelle-zona (dit VZV, pour varicella-zoster virus) est une espèce d'herpèsvirus, également appelé HHV-3 (human herpesvirus 3) ou herpèsvirus humain 3, responsable chez l'être humain de la varicelle et du zona.

## Virus
Le VZV a la même morphologie que les autres Orthoherpesviridae. Le virion est enveloppé, et possède une capside icosaédrique, de 120 nm de diamètre. Son génome est un ADN bicaténaire de 125 000 paires de bases. La réplication de ces virus se déroule dans le noyau cellulaire.
Le virus a un tropisme pour la peau et le système nerveux.

## Épidémiologie
Le VZV est un virus très contagieux responsable de petites épidémies. Il se transmet surtout par contact direct avec les lésions cutanées de sujets atteints de varicelle ou de zona (mains sales), plus rarement de manière indirecte par des objets souillés à leur contact. Une transmission aérienne est possible durant l’incubation d’une varicelle et durant la varicelle.
La plupart des sujets adultes (>90 %) ont des anticorps contre ce virus puisqu'ils ont fait une varicelle durant l’enfance ou ont été vaccinés. Cependant, les personnes ayant déjà eu la varicelle peuvent développer le zona des années plus tard, puisque le virus reste présent à vie, mais sous forme latente.
L'être humain est le seul réservoir naturel du virus, même si certaines espèces de petits animaux (sigmodons, rats de laboratoire, cochons d'Inde…) ont démontré des infections latentes apparentes. Le virus n'a cependant pas pu se réactiver sous forme de zona dans ces modèles.

## Manifestations cliniques
- La « varicelle » est une pathologie infectieuse commune de l’enfant. Elle survient 14 jours après la contamination. Il s’agit d’une éruption vésiculeuse généralisée associée à un prurit (démangeaisons) et à une fièvre modérée. Les vésicules contiennent un liquide transparent riche en virus. Les vésicules deviennent troubles puis forment des croûtes. La guérison survient sans traitement en 7 jours environ avec une immunité protectrice durable empêchant normalement de refaire une varicelle.

Les complications les plus fréquentes sont les surinfections bactériennes cutanées et les lésions de grattage. La varicelle peut se compliquer, en particulier chez l’adulte, d’une atteinte pulmonaire. Des complications neurologiques, hématologiques, articulaires et ophtalmologiques sont également possibles mais rares. Les varicelles néonatales peuvent être sévères en cas de varicelle survenant chez la mère moins de 5 jours avant l’accouchement.
- Le « zona » est une réactivation du virus provoquant une éruption cutanée localisée et des douleurs à type de brûlures. Le zona est le plus souvent thoracique ou localisé au-dessus d'un œil (zona ophtalmique), dans un seul hémisphère, mais d’autres localisations sont possibles. Il survient uniquement chez les sujets ayant fait une varicelle. Après la varicelle, le virus reste latent dans le système nerveux central. Dans certaines circonstances ou avec l'âge, il peut recommencer à se répliquer et regagner la peau pour donner un zona. Après une crise plus ou moins sévère, notamment selon la prise en charge et sa précocité, la douleur disparaît ou s'atténue, mais elle peut revenir sous forme de « douleur anniversaire ».

## Physiopathologie
- Après contamination, le VZV est présent au niveau du système respiratoire supérieur, se réplique dans les nœuds lymphatiques. Il gagne par le sang le système réticulo-endothélial (foie, rate) et s’y réplique de manière intense avant de gagner de nouveau par le sang la peau où il sera responsable de l’éruption de la varicelle.
- À partir de la peau, le virus gagne par voie nerveuse les ganglions nerveux sensitifs où il reste latent. Le virus reste alors présent uniquement par son génome sous forme circulaire (latent) dans quelques cellules. Cette latence persiste à vie. Le virus peut dans certaines circonstances se réactiver, produire de nouveau des particules virales ou virions qui vont migrer par voie nerveuse jusqu’à la peau et provoquer un zona.

## Diagnostic
- Le diagnostic est essentiellement clinique en pratique quotidienne.
- Le diagnostic biologique n’est effectué que dans les formes sévères.

Le virus peut être recherché dans les lésions cutanées (liquide de vésicules) par culture, recherche d’antigènes viraux par immunofluorescence, détection du génome viral par PCR et plus rarement par cytodiagnostic de Tzanck.
Les anticorps anti-VZV peuvent être recherchés dans le sang mais cela ne présente que peu d’intérêt en cas de varicelle ou de zona.

## Traitement
- Le traitement est en général symptomatique, avec la désinfection des lésions. Il convient également de couper court les ongles des enfants pour limiter les lésions de grattage.

- Dans les formes graves de varicelle ou d’infections à VZV chez des sujets immunodéprimés, des antiviraux peuvent être prescrits. L’Aciclovir, le valaciclovir et le famciclovir sont les plus utilisés. D’autres peuvent être actifs mais ne sont pas utilisés en première intention car beaucoup plus toxiques.

Le traitement antiviral diminue les douleurs résiduelles après un zona.
- Un enfant atteint de varicelle peut fréquenter l'école si son état le permet.

## Prévention
- L'éviction scolaire n'est plus obligatoire.
- Un vaccin anti-VZV est disponible. Il contient un VZV possédant un pouvoir pathogène atténué (souche Oka). Les indications du vaccin sont très limitées en France actuellement. Il est proposé aux adultes n'ayant jamais contracté la varicelle.

## Sources
- J-M Huraux, Traité de Virologie Médicale, éd. Estem 2003